# 小箱とたん
小箱 とたん（こばこ とたん）は、日本の漫画家。旧名 瀬尾ことば。福岡県立太宰府高等学校出身、福岡県在住。高校卒業後に漫画家を目指して漫画を描き始め、2001年に『ガンガンパワード』にて「史上最大の虫退治」でデビュー。

## 人物
- 子供の頃、犬に噛まれたことがあるので犬が苦手。同じくニワトリにもつつかれたことがあるのでニワトリも苦手[3]。
- 単行本などの著者像は、小学生の時に家庭科の授業で作ったネコ形のボックスティッシュ用カバー[4] を使用。
- 動植物好きで、犬・猫・セキセイインコ・ブンチョウほか、50種類以上もの水棲生物や昆虫の飼育経験がある[1]。

## 作品リスト

### 連載
- 『スケッチブック』マッグガーデン〈ブレイドコミックス〉（『月刊コミックブレイド』、『月刊コミックガーデン』『WEBコミックマグコミ』に移籍、全14巻、2002年 - 2019年）

- 『スケッチブック出張版』マッグガーデン〈ブレイドコミックス〉（『コミックブレイドMASAMUNE』2002年 - 2005年）
  - 2006年1月10日発売・2006年2月10日発行 ISBN 978-4-8612-7230-1
- 『私は野球部マネージャー』
  - コミックブレイドMASAMUNE版（『コミックブレイドMASAMUNE』2006年 - 2007年）
『スコアブック -小箱とたん作品集-』に収録

### 読み切り
全て、瀬尾ことば 名義。
- 『私は野球部マネージャー』
  - 2Pでギャグをやってみないか？版（『月刊少年ガンガン』2001年7-9月号）
本作で、「2Pでギャグをやってみないか？」コーナーの5代目チャンピオンを獲得
  - 読み切り版（『月刊少年ガンガン』2002年2月号）
- 『史上最大の虫退治』（『ガンガンパワード』2001年春季号）

### アンソロジー
- 『テイルズ オブ シンフォニア Vol.2』マッグガーデン〈ブレイドコミックス〉ISBN 978-4-86127-362-9
表紙イラストのみ
- 『猫あんそろじー』マッグガーデン〈ブレイドコミックス〉ISBN 978-4-86127-492-3
『ねこと冬の公園』掲載

### テレビアニメ
- 『スケッチブック 〜full color's〜』（テレビ東京ほか、2007年10月-12月） - 原作、根岸みなものキャラクターデザイン

### その他
- 少年ガンガン編集部 編『まもって守護月天! キャラクターブック【シャオリン編】』エニックス ISBN 4-7575-0214-1
瀬尾琴葉 名義　読者ページのイラスト
- 『スケッチブック　パーフェクトワークブック』マッグガーデン〈ブレイドコミックス〉ISBN 978-4-86127-462-6
監修・表紙イラスト　原作とアニメ版のファンブック
- 『スコアブック -小箱とたん作品集-』マッグガーデン〈ブレイドコミックス〉ISBN 978-4-86127-427-5
コミックブレイドMASAMUNE 版の『私は野球部マネージャー』と、『スケッチブック ショートコミックスペシャル』を収録
- 『アマデウスコード』マッグガーデン（『月刊コミックガーデン』2015年2月号 - ）メカニカルデザイン